# Jane Currie Blaikie Hoge
Jane Currie Blaikie Hoge (Filadelfia, 31 luglio 1811 – Chicago, 26 agosto 1890) è stata un'infermiera, filantropa ed assistente sociale statunitense.

## Early life
Hoge nacque a Filadelfia, in Pennsylvania, il 31 luglio 1811 da George Dundas Blaikie e Mary Monroe. Fu educata al Young Ladies College di Filadelfia. Sposò Abraham Holmes Hoge il 2 giugno 1831. Ebbero tredici figli, otto dei quali vissero fino alla maturità. Si trasferì da Pittsburgh a Chicago nel 1848.

## Carriera da assistente sociale
La Hoge è stata la fondatrice della Chicago Home for the Friendless nel 1858. Fu attiva nel reclutamento di infermiere per l'Esercito dell'Unione durante la Guerra civile americana e raccontò le sue esperienze nel suo libro di memorie del 1867 The Boys in Blue. Amministrò la Commissione Sanitaria di Chicago (1862-1865) insieme a Mary Livermore. L'organizzazione dei volontari raccoglieva fondi, materiali medici e cibo da distribuire ai soldati dell'Esercito dell'Unione.
Nel 1871 organizzò la raccolta di fondi per l'Evanston Illinois College for Ladies, che fu inaugurato nello stesso anno. Fece parte del consiglio di amministrazione del college fino alla fusione con la Northwestern University nel 1874. Fu a capo del Comitato presbiteriano femminile per le missioni estere nel nord-ovest dal 1872 al 1885.

## Morte ed eredità
Jane Currie Blaikie Hoge morì a Chicago, Illinois, il 26 agosto 1890, all'età di 79 anni.